# ورزشگاه کلوژ آرنا
ورزشگاه کلوژ آرنا (به لاتین: Cluj Arena) یک ورزشگاه فوتبال در رومانی است که در کلوژ-نپوکا واقع شده‌است.